# Cadel Evans Great Ocean Road Race 2023
7. ročník jednodenního cyklistického závodu Cadel Evans Great Ocean Road Race se konal 29. ledna 2023 v australském městě Geelong a okolí. Vítězem se stal Němec Marius Mayrhofer z týmu Team DSM. Na druhém a třetím místě se umístili Francouz Hugo Page (Intermarché–Circus–Wanty) a Australan Simon Clarke (Israel–Premier Tech). Závod byl součástí UCI World Tour 2023 na úrovni 1.UWT a byl druhým závodem tohoto seriálu.

## Týmy
Závodu se zúčastnilo 11 z 18 UCI WorldTeamů, 2 UCI ProTeamy a 1 národní tým. Týmy Israel–Premier Tech, Lotto–Dstny a Team TotalEnergies dostaly automatické pozvánky jako 3 nejlepší UCI ProTeamy sezóny 2022, poslední 2 zmiňované týmy však svou pozvánku zamítly. Další 1 UCI ProTeam (Bolton Equities Black Spoke) a 1 národní tým (UniSA–Australia) pak byly vybrány organizátory závodu. Všechny týmy přijely se sedmi jezdci kromě Teamu DSM se šesti jezdci. 3 jezdci neodstartovali, celkem se tak na start postavilo 94 závodníků. Do cíle v Geelongu dojelo 83 z nich.
UCI WorldTeamy
- AG2R Citroën Team
- Arkéa–Samsic
- Bora–Hansgrohe
- EF Education–EasyPost
- Ineos Grenadiers
- Intermarché–Circus–Wanty
- Soudal–Quick-Step
- Team DSM
- Team Jayco–AlUla
- Trek–Segafredo
- UAE Team Emirates

UCI ProTeamy
- Bolton Equities Black Spoke
- Israel–Premier Tech

Národní týmy
- UniSA–Australia

## Výsledky
| Pořadí | Jezdec                 | Tým                      | Čas        |
| ------ | ---------------------- | ------------------------ | ---------- |
| 1      | Marius Mayrhofer (GER) | Team DSM                 | 4h 15' 11" |
| 2      | Hugo Page (FRA)        | Intermarché–Circus–Wanty | + 0"       |
| 3      | Simon Clarke (AUS)     | Israel–Premier Tech      | + 0"       |
| 4      | Michael Matthews (AUS) | Team Jayco–AlUla         | + 0"       |
| 5      | Corbin Strong (NZL)    | Israel–Premier Tech      | + 0"       |
| 6      | Caleb Ewan (AUS)       | UniSA–Australia          | + 0"       |
| 7      | Dion Smith (NZL)       | Intermarché–Circus–Wanty | + 0"       |
| 8      | Marc Hirschi (SUI)     | UAE Team Emirates        | + 0"       |
| 9      | George Bennett (NZL)   | UAE Team Emirates        | + 0"       |
| 10     | Sean Quinn (USA)       | EF Education–EasyPost    | + 0"       |